# Guadalupe Gracia García-Cumplido
Guadalupe Gracia García-Cumplido (* 12. Dezember 1881 in La Constancia, Municipio Nombre de Dios/Durango; † 31. März 1948 in Mexiko-Stadt) war ein mexikanischer Militärarzt, zuletzt im Dienstgrad General Brigadier Médico Cirujano, welcher dem Dienstgrad Generalarzt entspricht.

## Biografie
Gracia García-Cumplido war Sohn des Journalisten Carmen Gracía García-Nájera und Daría Cumplido Sáenz und hatte zwei Geschwister. Er war während der mexikanischen Revolution Angehöriger der Ersten Brigade (Primera Brigada), die auf die Ciudad Juárez marschierte, um den mexikanischen Diktator Porfirio Díaz zu stürzen und gründete die revolutionäre Zeitung El Noroeste. Er studierte an der Escuela Nacional de Medicina, war Mitbegründer der mexikanischen Gesellschaft Neutrales Weißes Kreuz (Cruz Blanca Neutral) und gründete 1917 gemeinsam mit seinem Kollegen Enrique Cornelio Osornio Martínez de los Ríos die Escuela Constitucionalista Médico Militar, deren erster Direktor er auch war und an der er auch als Professor für Klinische sowie Therapeutische Chirurgie, Klinik der Traumatologie und Notfallchirurgie lehrte. Am 31. März 1921 heiratete er die Pharmazeutin Guadalupe Martínez Barragán. Als Klinikdirektor leitete er das militärische Lehr- und später das militärische Hauptkrankenhaus sowie das Krankenhaus Juárez.